# Skolmat

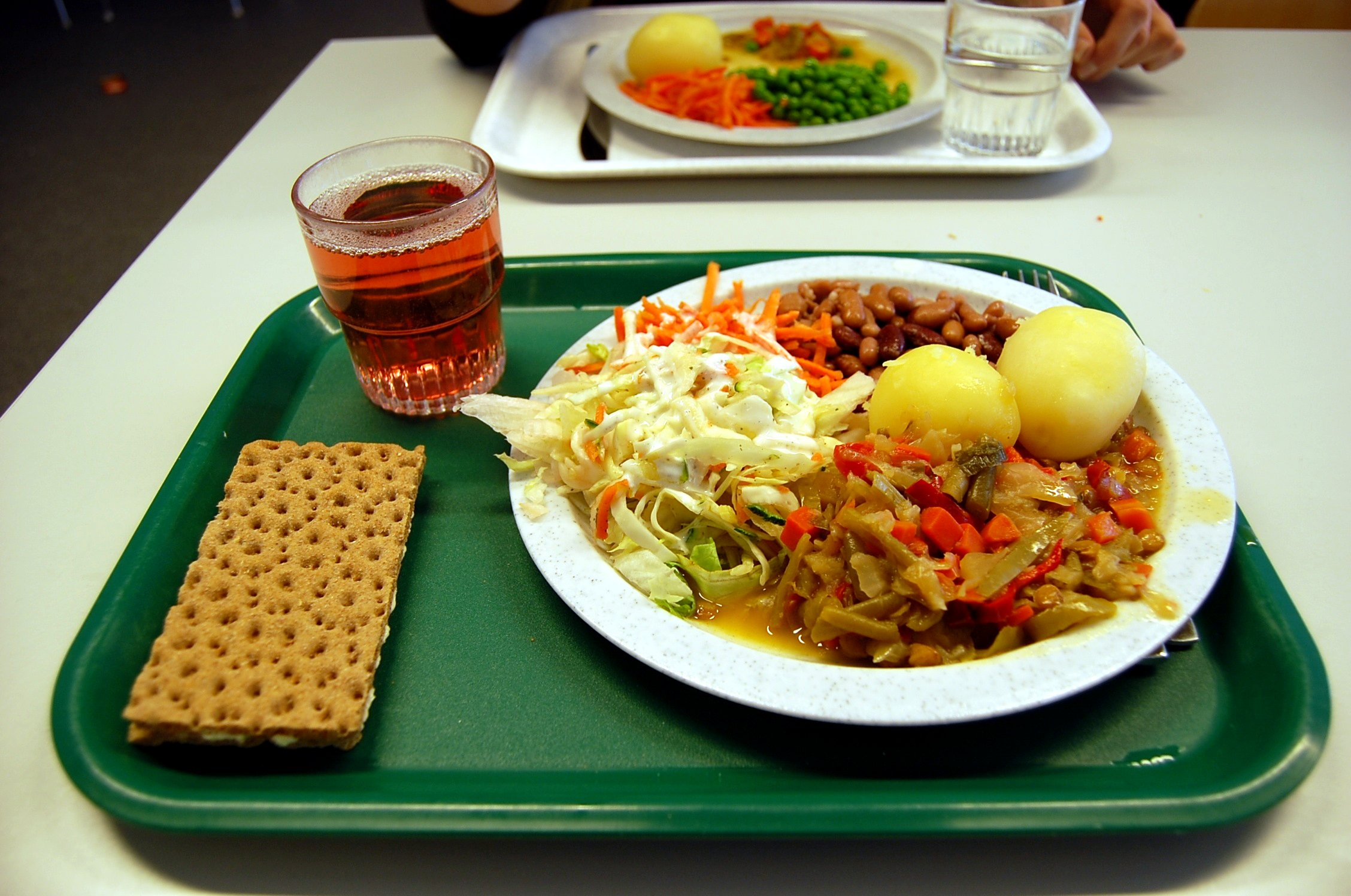
Svensk skollunch, 2008, vegetarisk vecka.

Skolmat är mat, vanligen lunch men ibland också mellanmål, som serveras i en skola. Sådan mat finns i många länder, men Sverige, Finland och Estland är unika i det att den fria grundskolematen är lagstadgad. I andra länder tar eleverna ofta med sig matlåda hemifrån som äts i skolan. Runt främst Göteborg och Kiruna kallas skolmatsalen bamba.

## Sverige

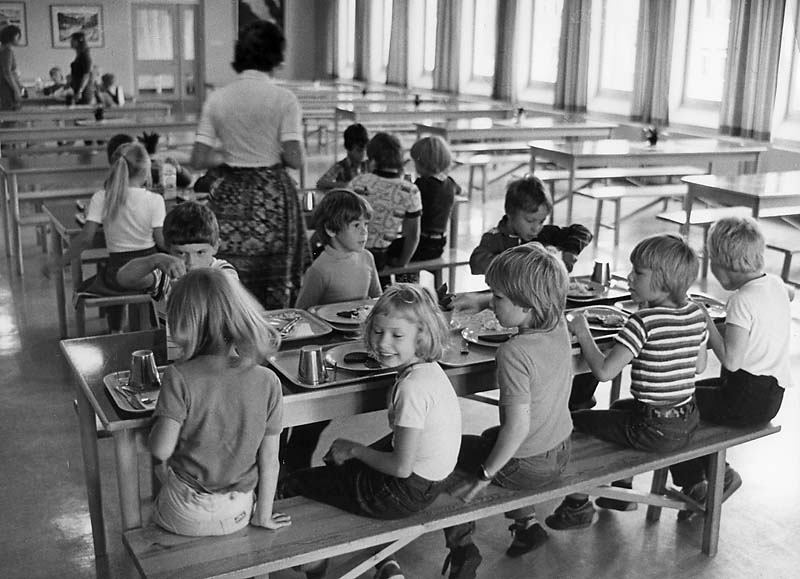
Skolmåltid i Sorsele i slutet av 1970-talet.

Skolmat förekom i olika former lokalt redan under slutet av 1800-talet. Det var dock först i början av 1900-talet som skolmat på allvar började diskuteras som en del av skolans ansvar. I takt med ökad snabb urbanisering och utökning av skolplikten kom lärare och skolläkare i kontakt med många av Sveriges unga. Man började då i högre grad oroa sig för näringsstandarden bland barnen och förslag på att skolorna kunde fylla en viktig roll för barnens utveckling genom att tillhandahålla ett ordentligt mål mat om dagen lades fram. Skolmat infördes i många kommuner efter ett riksdagsbeslut 1945. Det dröjde till 1973 innan gratis skolmat serverades i alla grundskolor.

## Finland
I Finland är också studentbespisningen ordnad genom lagstadgade specialarrangemang, där restauranger som deltar får lokaler och utrustning av universitetet, medan staten ger ett bidrag till varje måltid, som skall uppfylla krav vad gäller näringsinnehåll och serveras till fastslaget pris. Andra kunder får inte få del av värdet av dessa subventioner. Olika specialarrangemang för studenternas måltider finns också i många andra länder.

## Frankrike
I Frankrike får skolmatsavgiften inte överstiga kommunens självkostnad och avgiften skall nedsättas om det krävs på grund av familjens inkomst och storlek. Måltidsingredienserna kostar ungefär 1,50 € per barn och dag. Hela måltidskostnaden är ungefär 7,00  €. Föräldrarna betalar olika beroende på inkomst, upp till hela kostnaden. Normalinkomsttagarna (bägge föräldrarna arbetar) betalar hälften.

### Exempel på franska skolmatsmenyer
| Förskola och lågstadium 2013 Fyradagarsvecka | Förrätt | Huvudrätt                                      | Efterrätt/Ost            | Frukt     |
| -------------------------------------------- | ------- | ---------------------------------------------- | ------------------------ | --------- |
| Måndag                                       | Sallad  | Grillad pärlhönsklubba med friterade grönsaker | Chokladmousse            | Äpple     |
| Tisdag                                       | -       | Lammcouscous                                   | Getost                   | Apelsin   |
| Torsdag                                      | Paté    | Fiskfilé med hollandaisesås och potatis        | Yoghurt naturell         | Kiwi      |
| Fredag                                       | Taboulé | Ostomelett och ratatouille                     | Fransk ost från Lorraine | Äppelkaka |
| Källa                                        | [ 5 ]   |                                                |                          |           |

## Bildgalleri

### Brasilien

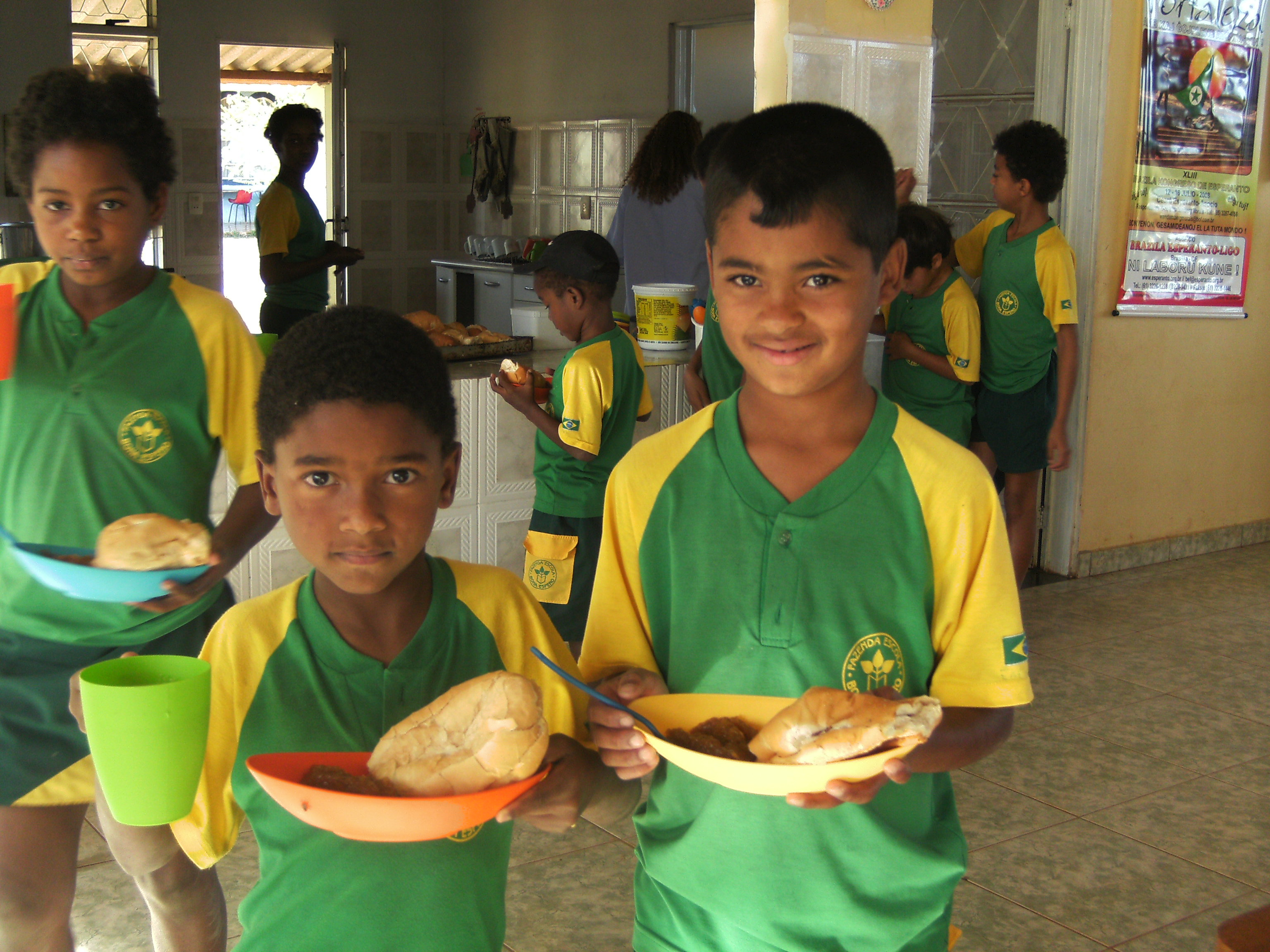
Några barn i skoluniform i Brasilien med lunch.

### Finland

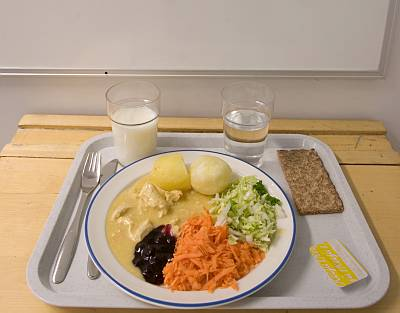
Ett exempel på skollunch i Finland.

### Japan

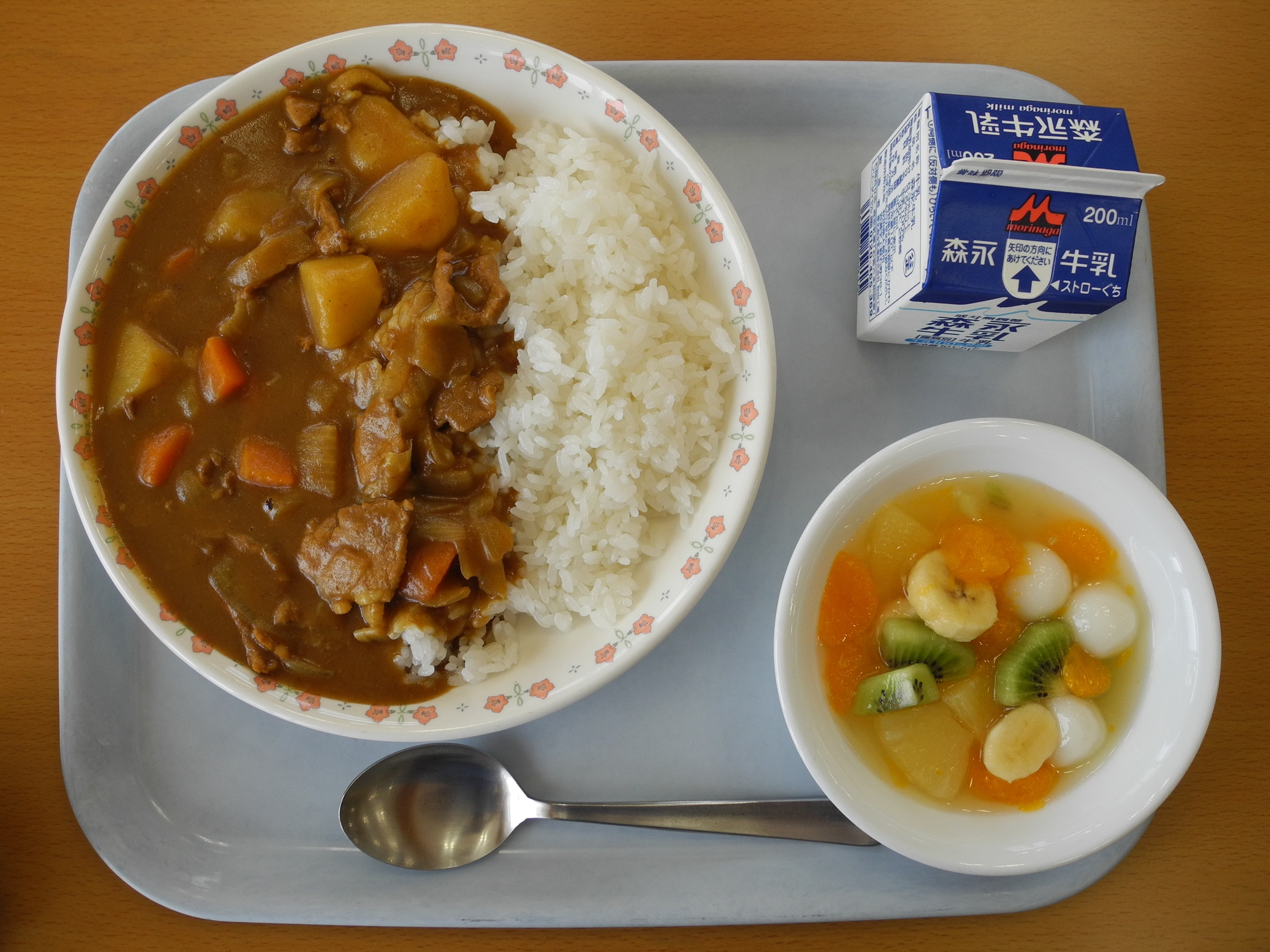
Curry och ris är en vanlig skollunch i Japan. Här serveras den med fruktsallad och mjölk.
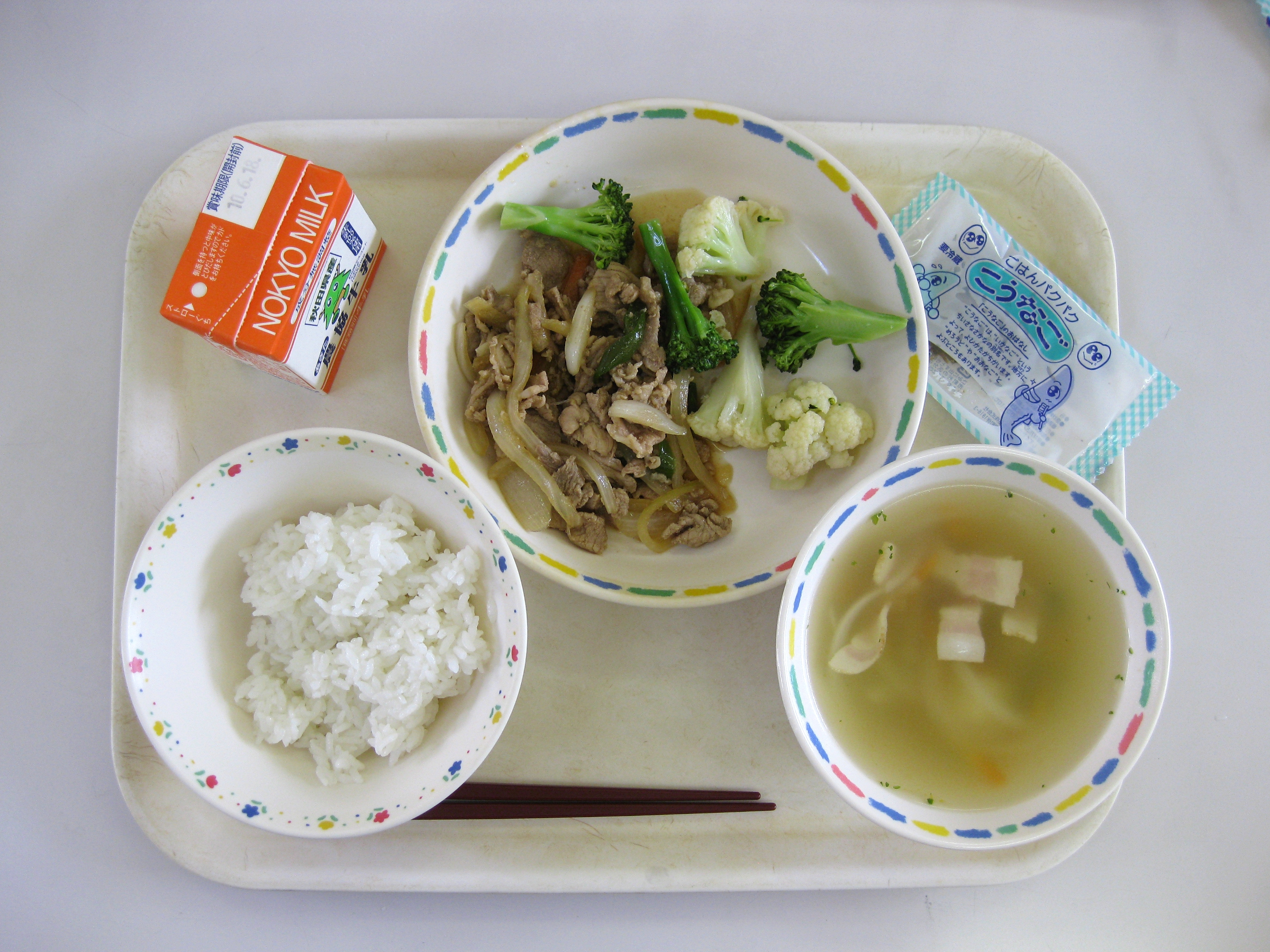
Skollunch bestående av ris, stekt fläskkött med grönsaker, misosoppa, torkad fisk och mjölk.
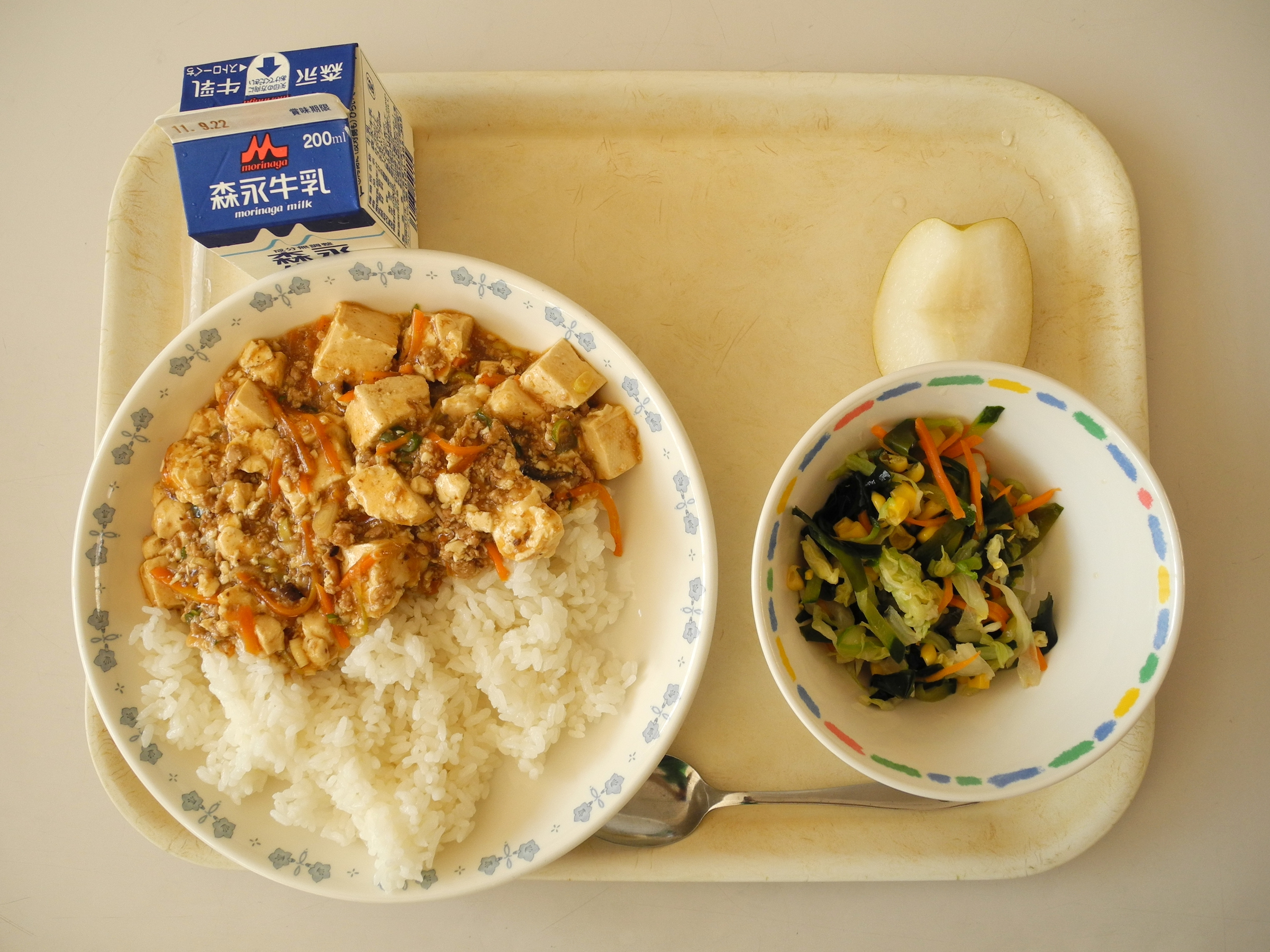
En typisk japansk skollunch med tofu.
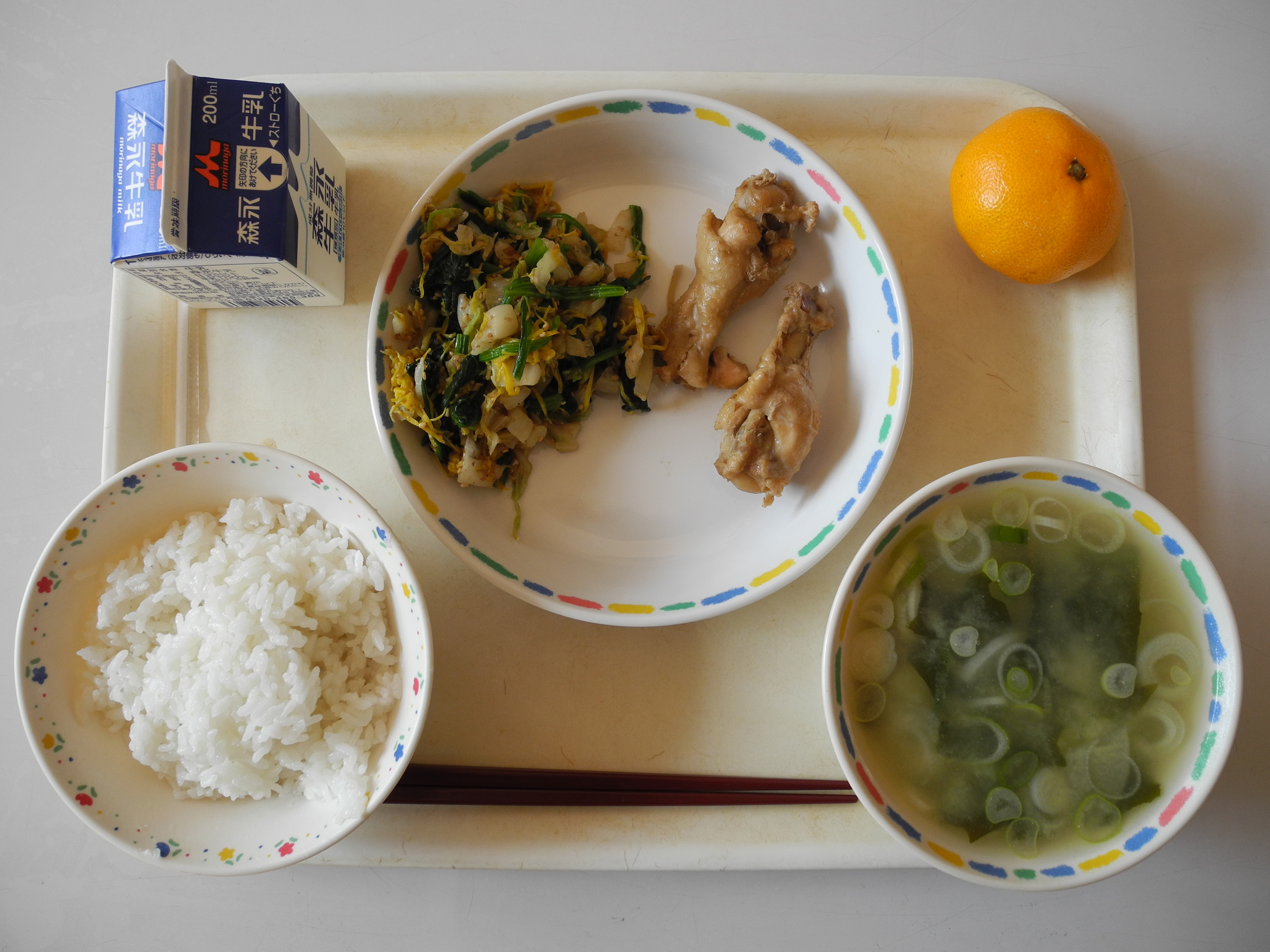
En skollunch med ris, kyckling, sallad, misosoppa med wakame, mjölk och en citrusfrukt.
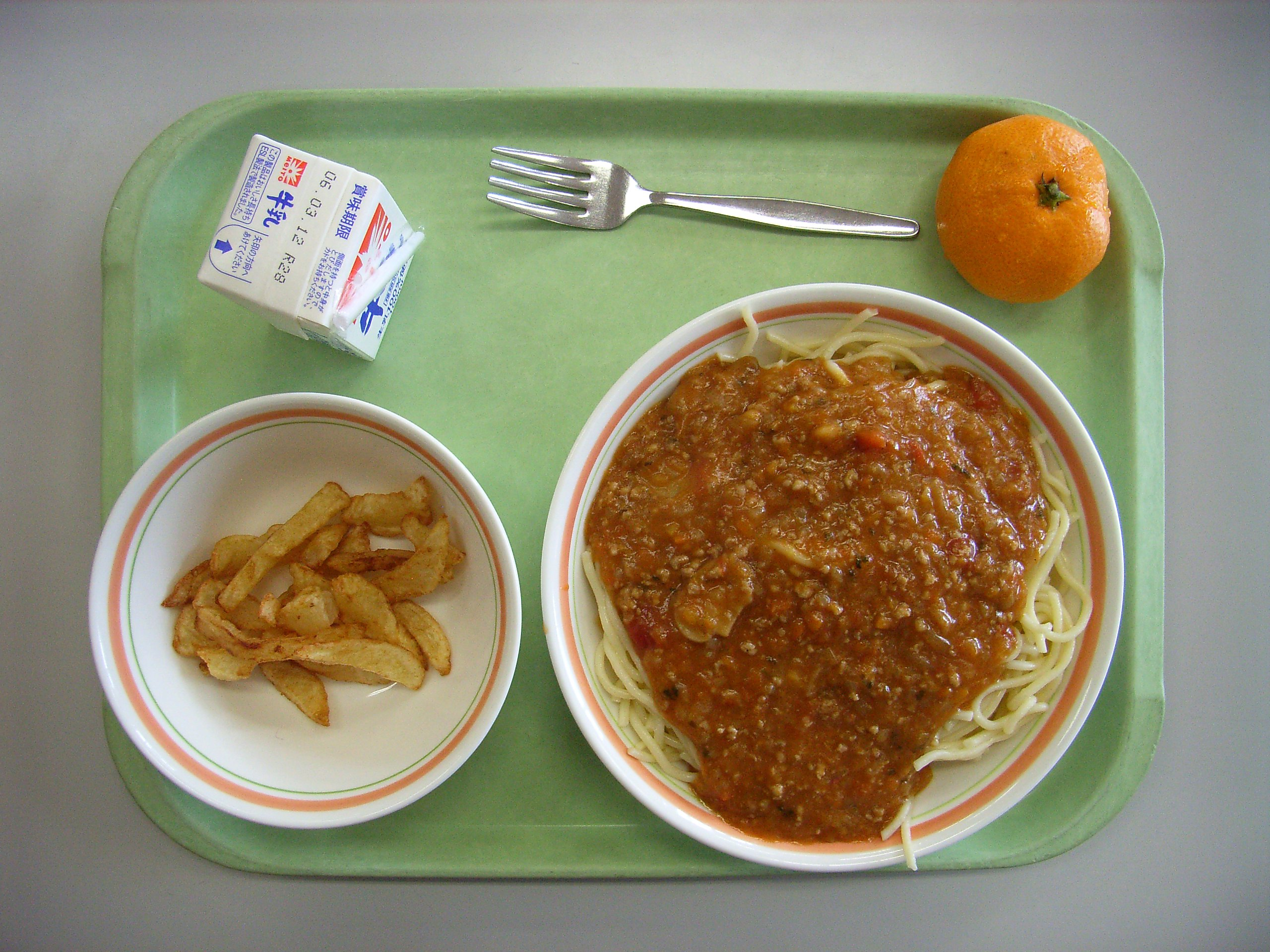
En skollunch med bland annat spaghetti och friterad potatis.
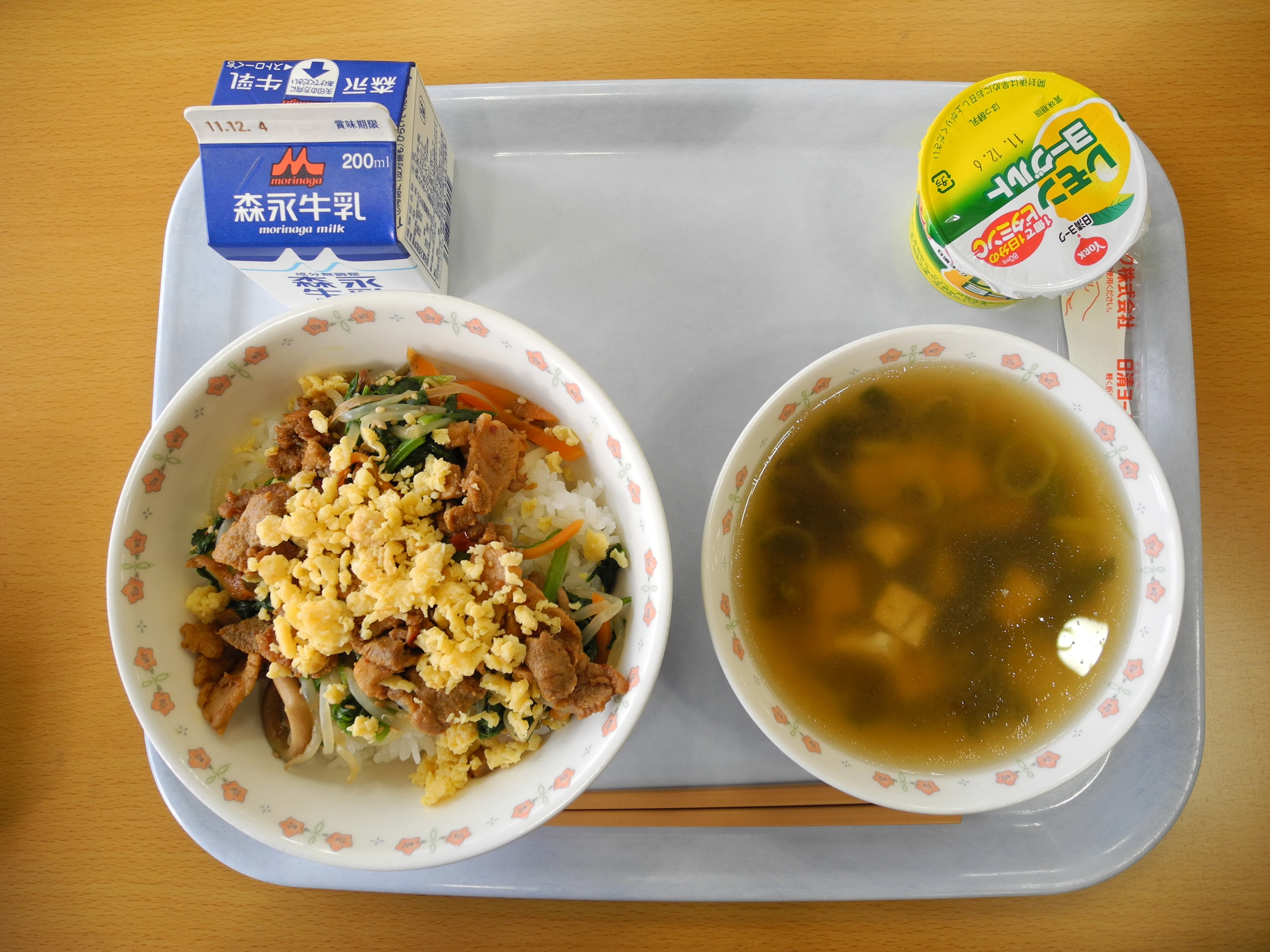
En skollunch med ris, fläskkött, ägg, tofu- och sjögrässoppa, citronyoghurt och mjölk.
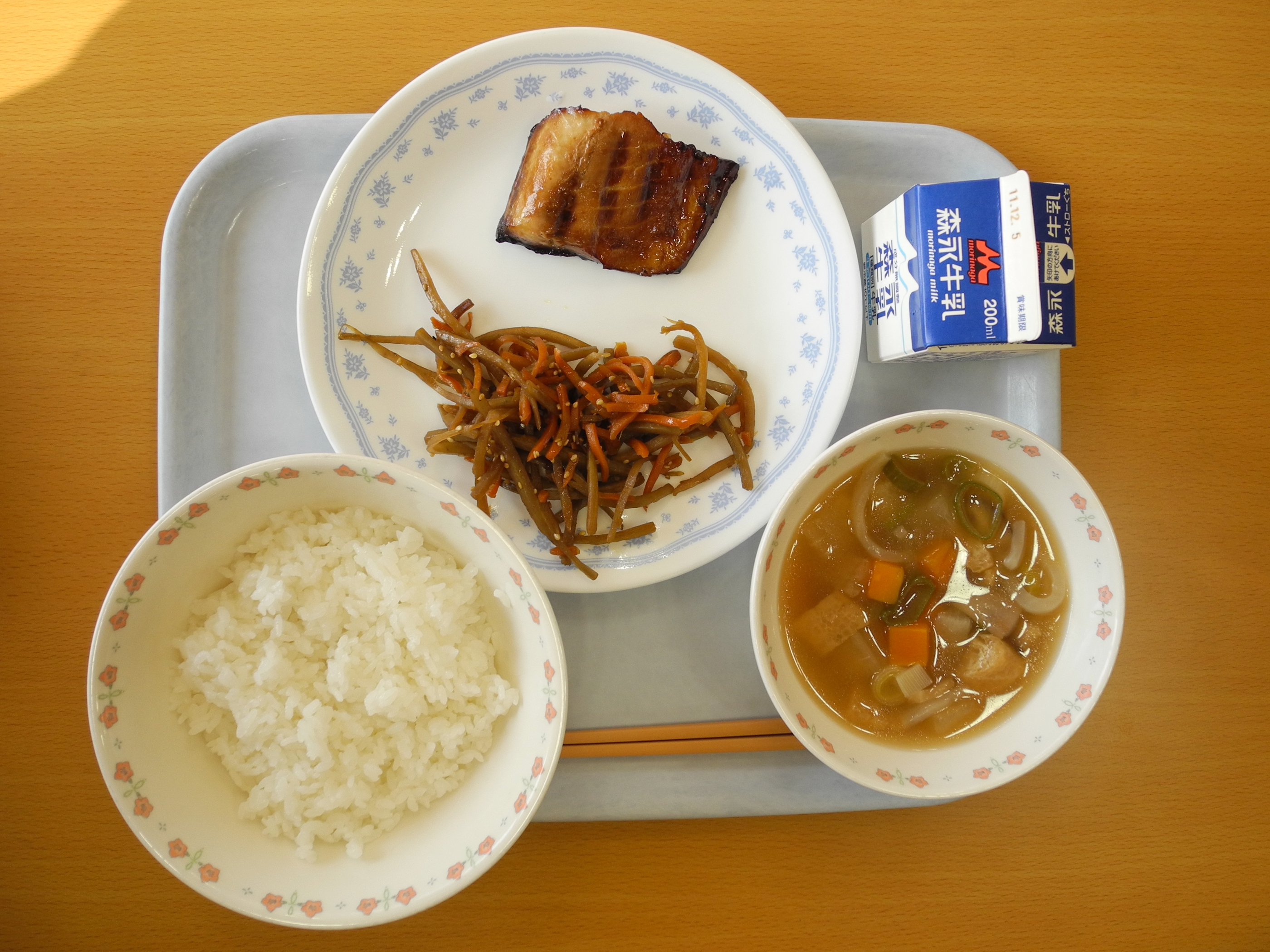
En skollunch med ris, fisk, morots- och kardborresallad, tofu- och grönsakssoppa samt mjölk.
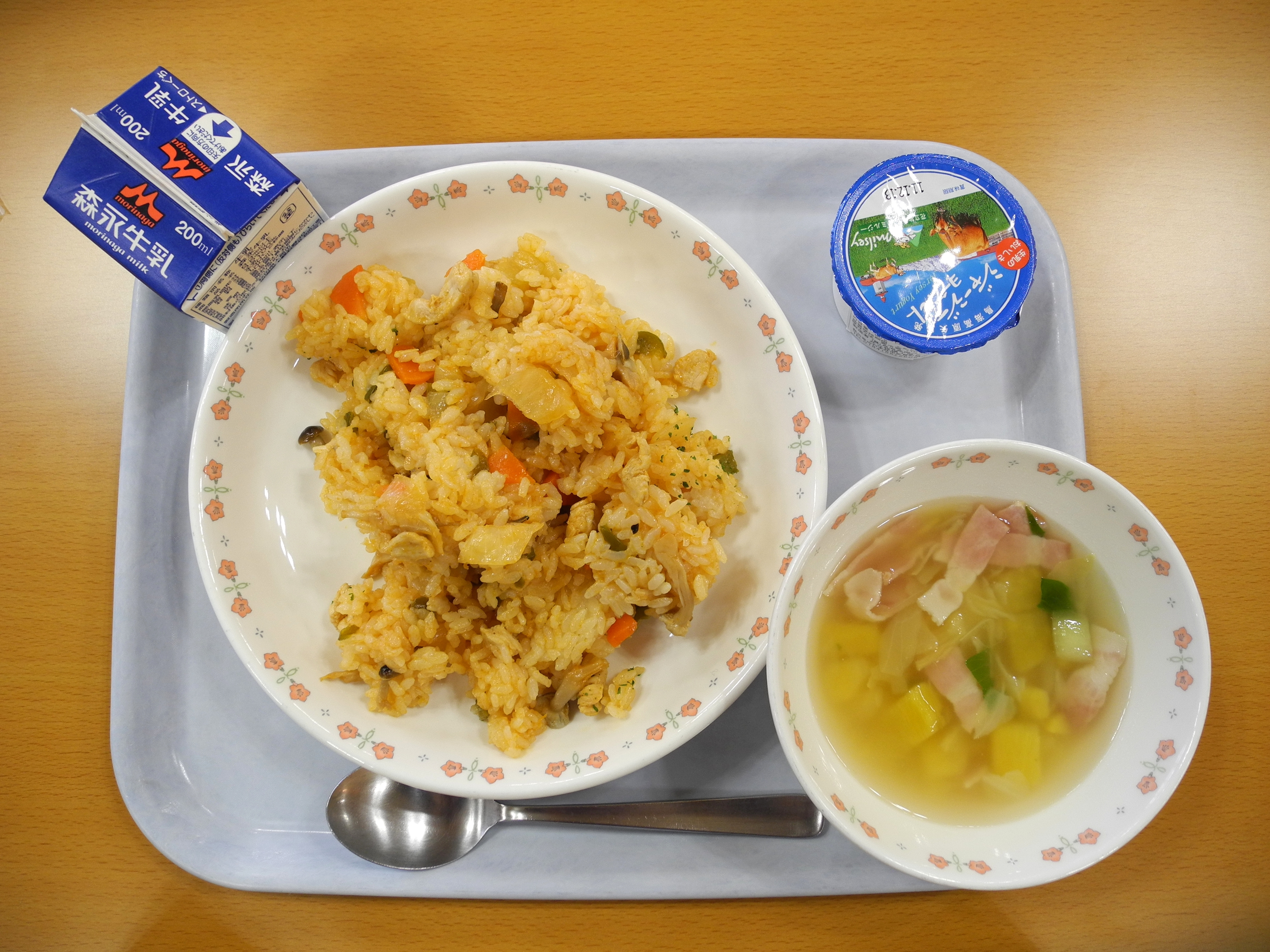
En skollunch med en risrätt, potatis- och skinksoppa, yoghurt och mjölk.

### Sydkorea

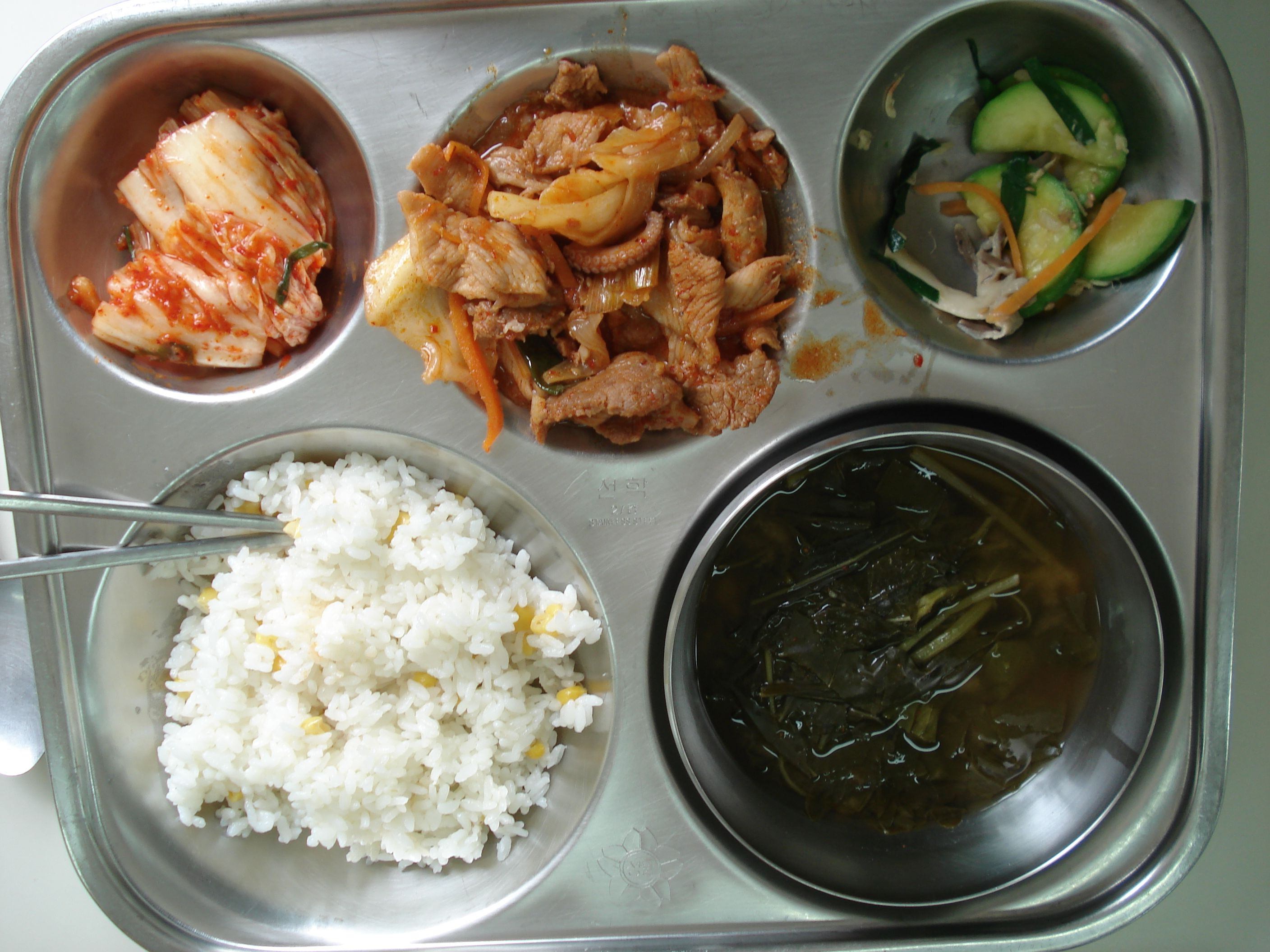
Ett exempel på skollunch i Sydkorea.

### USA

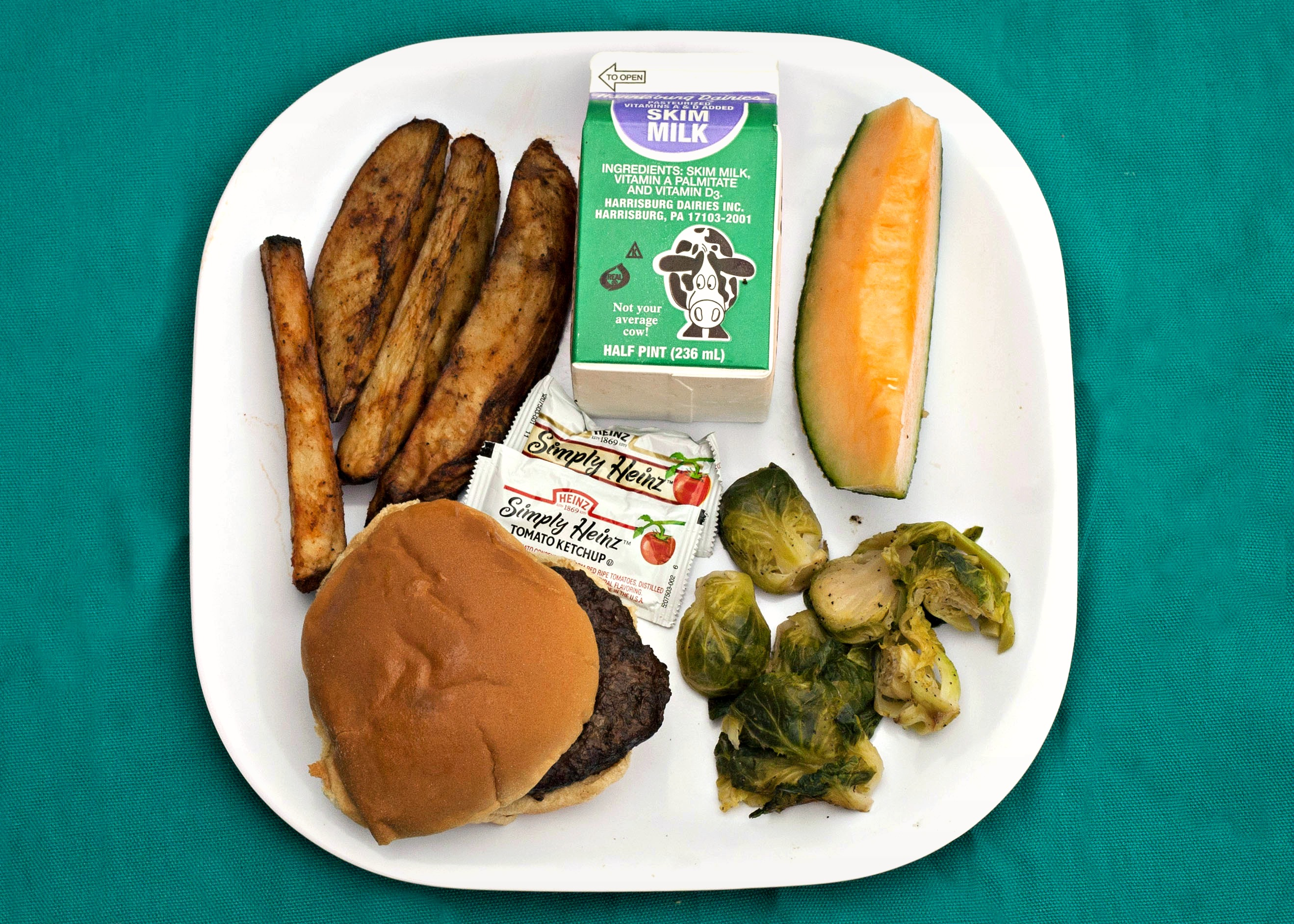
En skollunch i USA med hamburgare, ugnsstekt brysselkål, bakade potatisstavar, cantaloupemelon och mjölk.
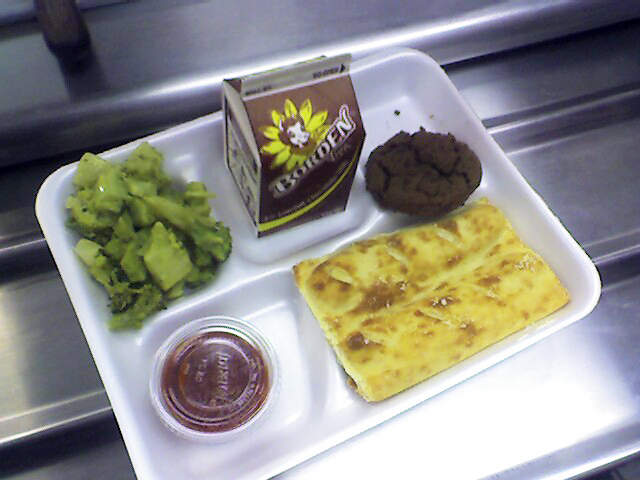
En skollunch i New York, 2006.